# SILENT SURVIVOR
「SILENT SURVIVOR」（サイレント・サバイバー）は、日本のハードロックバンド・KODOMO BANDが発売した9枚目のシングル。1986年8月21日にキャニオン・レコード / SEE-SAWから発売された。

## 概要
フジテレビ系アニメ『北斗の拳』第4部（第83話～第109話）のオープニングテーマ曲。カップリング曲「DRY YOUR TEARS」は同じく同アニメのエンディングテーマとして起用されている。
2007年にはシングル「SILENT SURVIVOR(21st century ver.)」がセルフカバーでリリースされている。
2008年には『北斗の拳』誕生25周年を記念した企画CD『トランス北斗の拳』で「SILENT SURVIVOR」を桃井はるこが、「DRY YOUR TEARS」を今井麻美がそれぞれカバーした。

## 収録曲
（全作曲・編曲：うじきつよし）
1. SILENT SURVIVOR（『北斗の拳』第4部オープニング・テーマ）
作詞：うじきつよし
2. DRY YOUR TEARS（『北斗の拳』第4部エンディング・テーマ）
作詞：KATZ&JICK・田中昌之
使用当時の『北斗の拳』オープニング映像、アルバム『120% PURE』では、「DRY YOUR TEARS」の作詞者と作曲者が逆（作詞：うじき・作曲：KATZ&JICK※田中は非表記）に表記されている。